# گیدی‌ین گلیک
گیدی‌ین گلیک (انگلیسی: Gideon Glick؛ زادهٔ ۶ ژوئن ۱۹۸۸) بازیگر اهل کشور ایالات متحده آمریکا است. وی از سال ۲۰۰۶ میلادی تاکنون مشغول فعالیت بوده‌است.
از فیلم‌ها یا برنامه‌های تلویزیونی که وی در آن نقش داشته‌است می‌توان به چشم آبی روشن اشاره کرد.